# Állami lakótelepek Magyarországon

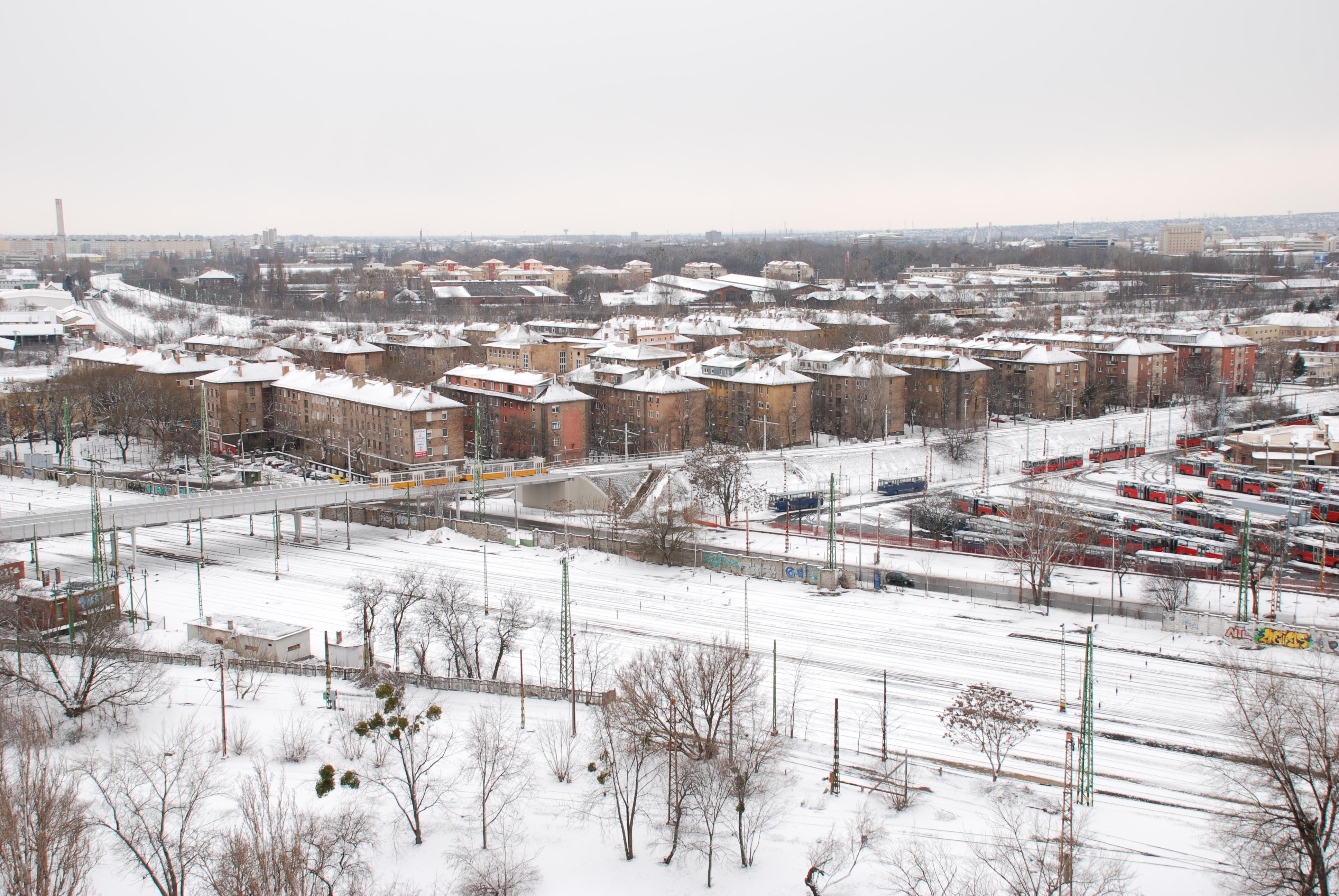
Jobbra az Auguszta-telep helyén létesült trolibusz-garázs, szemben az 1941-ben épült Pongrác út 9. szám alatti kislakások, balra a távolban a Pongrácz út 17. sz. Állami lakótelep melletti műhelyek látszanak 2013-ban

Az állami lakótelepek a 20. század első felében állami beruházás formájában épültek fel vagy alakultak ki szociális lakásépítési programok keretében, előbb a főváros és környékén, majd országosan is. A szócikknek nem témája a második világháború után létesített állami finanszírozású lakótelepek, az úgynevezett szövetkezeti, illetve nagyobb hányadban tanácsi lakások.

## Előzmények
Az 1800-as évek végétől elkezdett akciószerű lakásépítési programperiódusokban 1913-ig (1886-os, 1892-es és 1894-es szükséglakás-építkezés és Bárczy István bérház-, kislakás- és iskolaépítési programja 1909–1912 között) 6000 lakás épült fel a fővárosban.

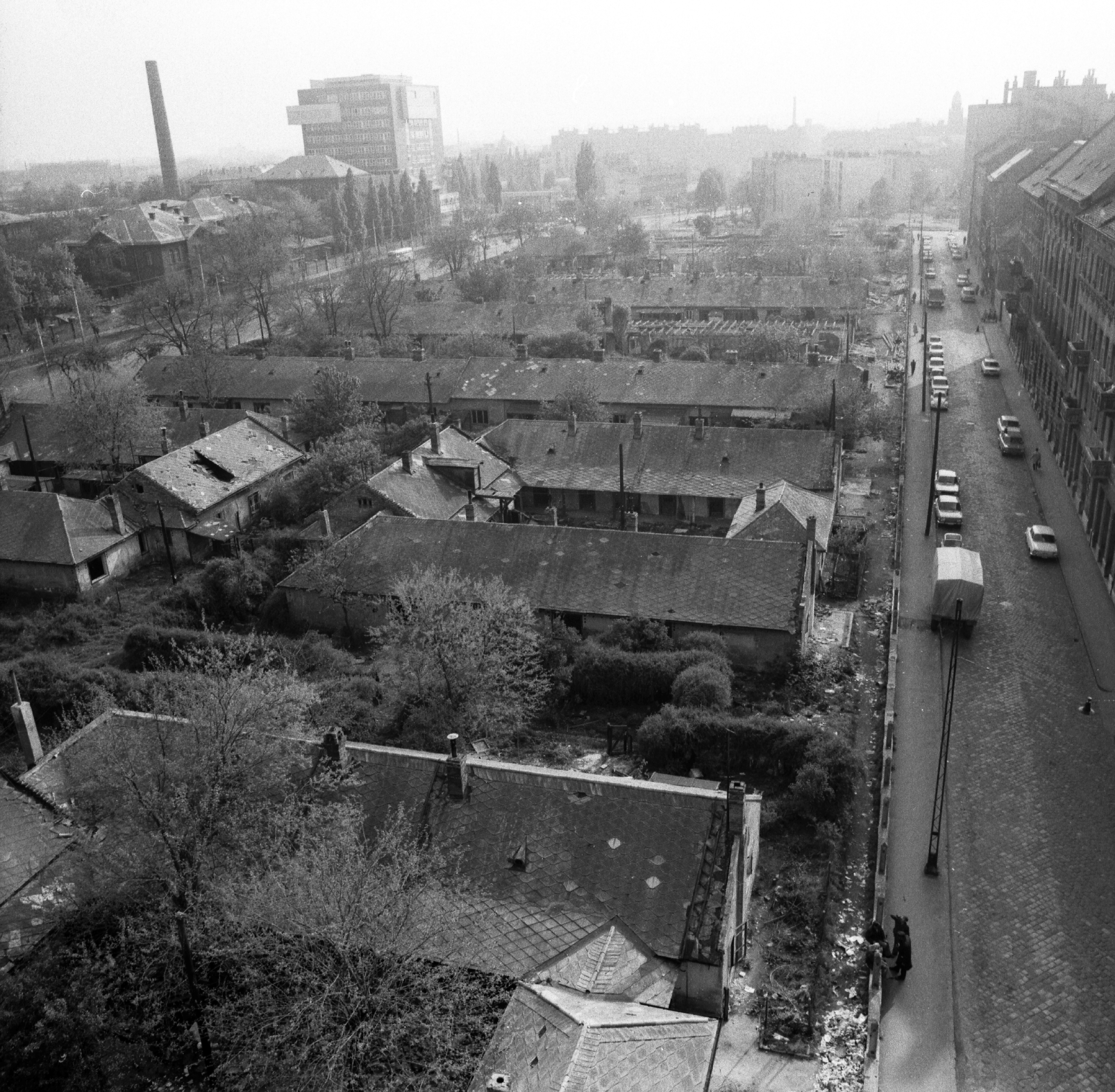
A Mihálkovics-telep 13 háza 1976-ban, az elbontásuk előtt
balra távolabb a Ferencvárosi Művelődési Központ látható a Haller utcában

A budapesti nagy lakásínséget enyhítendő, a főváros és az állam a kis fizetésű, szűkebb anyagi viszonyok között élő hivatalos alkalmazottaknak, ipari munkásoknak alacsony bérért lakható lakástelepeket építtetett a főváros területén, vagy annak közelében: Budán a Margit körút és a Menház (Bakfark Bálint) utca sarkán, a Vörösvári úton, a 6. kerületben az Aréna (Dózsa György) út és a Fóti (Kassák Lajos) utca, illetve a Frangepán utca és a Lomb utca sarkán, a 7. kerületben a Juranics tér (Stróbl Alajos és Törökbecse utca) sarkán, a 8. kerületben pedig a Szigony és Staffenberger (Apáthy István) utcák sarkán, majd az Üllői út végén, a Mihálkovits téren (Nagyvárad tér), a Gyáli úton és Óbudán. Az akkori ötödik – későbbi tizenharmadik – kerületben pedig népszálló (a Népház, a Vág utca 12–14. szám alatt és az Aréna – későbbi Dózsa György – úti Népszálló) épült fel.
Mivel a 20. század elején a magyarországi agrárlakosság is komoly nehézségekkel küzdött, 1907-ben Darányi Ignác földmívelésügyi miniszter nagyszabású programot dolgozott ki a falusi lakáshelyzet megjavítására, amelyet 1912-ben Ausztria is lemásolt, de az első világháború eseményei elsodortak. Elfogadták a cselédtörvényt, mely minden nős cseléd számára önálló szobát és kamrát, illetve egy fél konyhát írt elő természetbeni juttatásként, és ezzel párhuzamosan a kisemberek építési hitelhez juttatását, mivel a kölcsönt nem az egyes munkavállalók vették fel, hanem a jóval hitelképesebb községek, illetve városok, amelyek azután személyes elbírálás alapján vagy továbbadták azt a rászorulóknak állami kamattámogatással, vagy pedig maguk építettek számukra egészséges hajlékokat.
Azonban a világháború kitörése miatt az ország átállt a hadigazdálkodásra és egészen az 1918–1920-as évekig beszüntette a nem katonai célú beruházásokat.

## Történetük
Az első világháború alatt jóformán teljesen szünetelő építőipari tevékenységek Európa-szerte lakáshiányt eredményezett. Magyarországon már az 1913. évi statisztikai adatok által előrevetített, és a háború folytán fölerősödött elhelyezési, lakhatási és egészségügyi problémák a harmadik Wekerle-kormányt arra indították, hogy a lakáskérdés állami támogatással nyerjen sürgős megoldást. Ebből a célból 1918 júniusában a kereskedelemügyi magyar királyi minisztérium keretében jött létre az Országos Lakásépítési Tanács (OLT), amely részben az állami hivatalnoki kar tagjaiból és meghívott szakértőkből állt, illetve az ezen szerv által kezdeményezett Országos Lakásépítési Miniszteri Biztosság (OLMB) a tervezetek és javaslatok gyakorlati megoldására, amelynek tisztviselői karát Keleti Dénes MÁV elnökigazgató vezetése alatt, ugyancsak javarészt építész képzettségű állami és a gyakorlati szakerők alkották. Ezek a főváros részéről 60 évre átengedett telektömbökön, többnyire bérházcsoportokban vagy önálló családi házakban kialakított két-háromszobás kislakásokat építését és állami hivatalok és háborús központok létrehozását vették tervbe. Öt nagy állami lakótelep létesült volna: a Juranics utcai, a Pongrác- és a Maglódi úti telepek Kőbányán, a város külterületén, a negyedik a Madarász utcában (Újpest határában), végül az ötödik az Erzsébet királyné úton. Ezek helyszínrajzait és beépítési terveit az OLMB készíttette, a kiépítésére pedig jeles fővárosi építészek nyertek tervezési megbízatást. Az építési programban azonban mindössze 72 lakást tudtak megvalósítani, ezt követően a politikai és közigazgatási változások következtében megakadtak a munkálatok. A helyzet viszont az elcsatolt országrészekből beözönlő menekültek miatt – akiket ideiglenesen vagonokban, iskolákban és egyéb középületekben, majd az 1918-ban birtokba vett ideiglenes kórház- (Mária Valéria, Auguszta,
Gubacsi úti, Zita-telep) és barakktelepeken szükséglakásokká átalakított ideiglenes szálláshelyeken helyeztek el – folyamatosan tovább romlott.

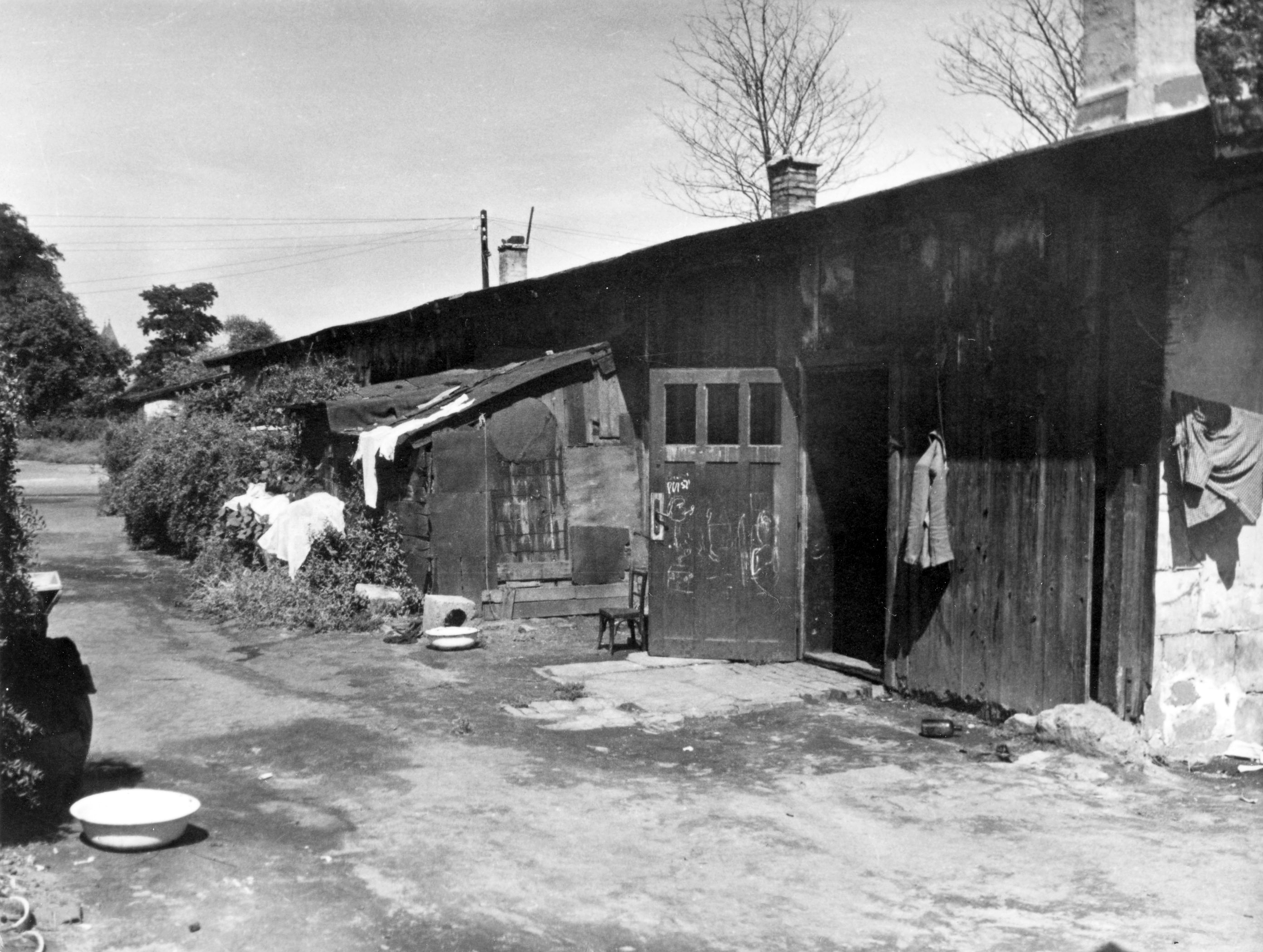
A Mária Valéria-telep házai

1921. július 7-én Róbert Emil nemzetgyűlési képviselő vezette elő a 228. ülésnapon Hegyeshalmi Lajos kereskedelemügyi miniszter, az állami kislakások építéséről szóló törvényjavaslatát, amely „felöleli a lakáshiányt, a lakásínséget, az építőipar támogatását, a termelő munka megindítását, a vagyonváltság alapján befolyó jövedelmeknek a termelő munka szolgálatába való állítását,” azáltal, hogy a kormány „300 millió koronát fordíthasson állami kislakások építésére.” Az első világháború után „a lakásínség még sokkal jobban nőtt, amire a legjellemzőbb az, hogy a lakáshivatalban ma[1921] körülbelül 25 000 kérvény hever elintézetlenül, minthogy nincs lakás, amit az illetőknek kiutaljanak. Emellett még körülbelül 3500 vasúti kocsit foglalnak le a menekültek.” Ehhez Frühwirth Mátyás hozzátette: „A régi Magyarországban egy négyszögkilométerre 58 lélek esett, a csonka Magyarországban pedig négyszögkilométerenkint 85-re szaporodott fel a lakosság száma.” „Minthogy a lakosságnak többsége földmíves, ebből le kell vonni a konzekvenciákat, mert a törvényhozás mindig köteles a lakosság általános többségének igényeihez alkalmazkodni és mindig azoknak az érdekeit védeni, akik az ország lakosságának nagy többségét képezik. […] a lakáskérdés megoldása nemcsak Budapesten fontos, hanem a vidéken is.” „...az összegnek nemcsak ez, […] hanem az a célja, hogy a magántőkét akcióra indítsa, hogy kedvet öntsön a magántőkébe, hogy az is megkezdje az építkezést.”
Ennek következtében 1921–1922-ben kezdték meg a fővárosban eredetileg tervezett öt lakástelepből három, a Juranics, a Madarász utcai és a Pongrác úti új kislakásos telepek kiépítését. 1923 elején az Országos Lakásépítési Miniszteri Biztosság a népjóléti tárca fennhatósága alá került, vezetőjeként báró Petrichevich-Horváth Emil államtitkárt jelölték meg, amikortól az építkezések meglendültek. 1924-ben befejeződött az előbbieken túl a pestszentlőrinci telep és a már meglevő barakktelepeken folytatólagosan végzett, átalakításokból nyert lakások kiépítése. Így a fővárosban és környékén több mint ezer új lakás készült el. Az állami, hatósági szervek országosan is inkább lakásépítési kölcsönakciók és adókedvezmények nyújtásával a magánépítkezéseket támogatták.
1927-ben az Állami Lakások Főgondnoksága, a népjóléti minisztérium szervének kezelése és felügyelete alatt álló állami lakások és lakótelepek Budapesten és környékén: 14 állami bérházból, 15 nagy kiterjedésű lakótelepből és két tömegszállásból álltak, amelyek összesen kerekítve 7000 fő- és 5000 albérlője, lakossága körülbelül 40 000 lélek volt, ezeken felül pedig a Wekerletelep a pénzügyminisztérium kezelése alatt állt, amellyel együtt a lakások száma elérte a kilencezer állandó hajlékot. Az 1927. évi szeptember hó 30-án kelt 9.235/927. N. M. M. számú rendelet ezt a feladatkört is a lakásügyi (VIII.) osztály körébe utalta. Az ügyosztály ezt az ügykörét a gondnokok, gondnokhelyettesek és telepfelügyelők által látta el és megfelelő számú rendes és ideiglenes munkást alkalmazott, a telepek és bérházak műszaki felügyeletét pedig, valamint a szükséges műszaki munkálatokat az Országos Lakásépítési Miniszteri Biztos által végezteti. A bérházakban az alkalmazott házgondnokok ezen ügykörük ellátásáért csakis természetbeni lakhatást kaptak, fizetést nem.
A harmincas években a nagy gazdasági világválság kísérőjelenségei: a lakbérfizető-képesség csökkenése, az ebből következő lakbér-lemorzsolódás, az építőanyagok drágulása, a magas telekárak és adók súlyosbították a lakáspolitikai helyzetet. 1933-ban Budapesten bár 4500 szoba-konyhás lakás üresen állt, 12 000 -en szükséglakásban, ugyanennyien olyan állami lakótelepeken, mint pl. az Augusta-telep, 7000 -en pedig bódékban, barakkokban laktak.

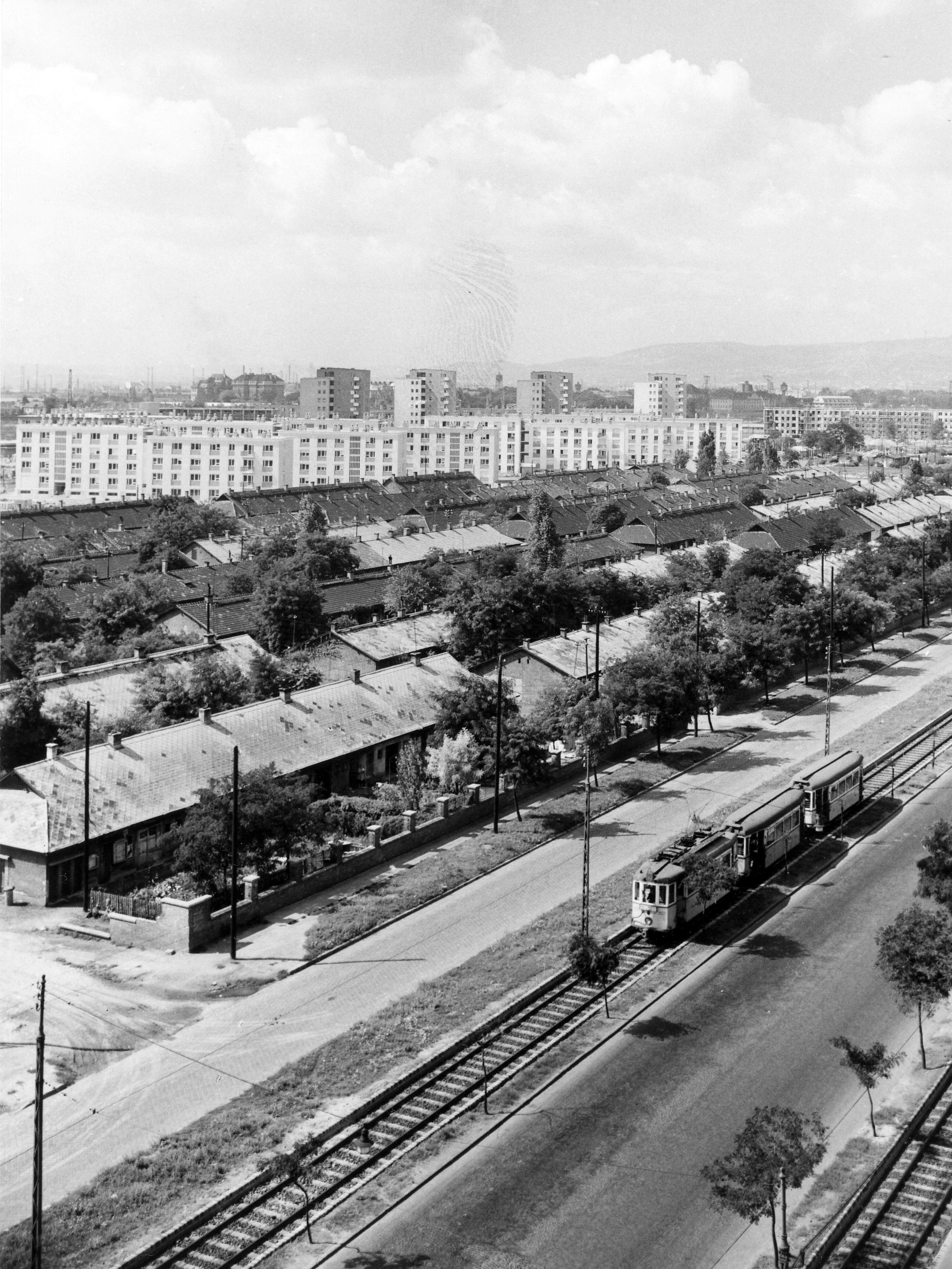
Budapest, Üllői úti kislakások és az épülő József Attila-lakótelep 1964-ben

A növekvő feszültség amiatt, hogy kik lakhatnak az állami kislakásokban és a bűnözéstől, a szegények politikai radikalizálódásától való félelem okán a korszakban egyre több problémát jelentettek a nyomortelepekké váló, megfelelő körülményekkel nem rendelkező lakónegyedek. 1932-ben a főváros vezetése kérte a szükséglakások feletti rendelkezés jogát és annak az általános lakásbérleti rendeletek hatásköre alóli kivonását. A 4780-as számú rendeletben a belügyminiszter a főváros hatáskörébe adta a lakások lakóinak felülbírálatát, majd 1937. július 1-jével a belügyminisztérium az 5400/1936. M.E. rendelete értelmében az állam átadta a Budapest kezelésébe az összes területén lévő barakk- és kislakástelepét. A Törvényhatósági Bizottság 1937. június 23-i rendkívüli közgyűlése tudomásul vette, hogy a fővárosnak a telepeket lehetőleg minél előbb le kell bontatnia, s gondoskodnia kell az ott élő emberek elhelyezéséről. Azonban a főváros nem rendelkezett elég pénzforrással, ezért 1942-ben a közgyűlés felterjesztésben kérte a belügyminisztert a Budapesten beszedett nép- és családvédelmi pótadó bevételének teljes átengedésére. Ekkor a főváros inkább újabb építkezések megindítása mellett döntött. Ezzel egy időben megváltozott a kis- és szükséglakás fogalma is. Az 1930-as évek végétől a szükséglakás elnevezéssel már csak a Mária Valéria-típusú silány állami barakklakásokat illették, a többi, ekkorra kizárólag kőből álló fővárosi szükség- és a korábbi telepi kislakásokat átmeneti lakásokká nyilvánították, míg a kislakás fogalmán ettől kezdve a bérházi kis szobaszámú lakásokat értették.
Több vidéki városban az elcsatolt területekről menekültekkel szembeni idegenkedés és a fogolytáborokból érkezők okoztak problémákat az 1920-as és 1930-as években. A Miskolcra érkezett (6000–10 000), majd letelepedett 3500–4000 ember, akiknek többsége korábban valamilyen polgári életnívón élt, ebben az idegen közegben, különösen lakás és munka nélkül hosszú ideig nem találta a helyét. A menekülés, az otthon- és egzisztenciavesztés, még ha az új lakóhelyen esetleg munkalehetőség is kínálkozott – ami a ritkább esetnek számított –, személyes tragédiákhoz, sokáig tabuként kezelt traumákhoz vezetett.
A második világháború után, az 1950-es évekre a lakáspolitikát, mint minden ágazati politikát, az országos politika megváltozott prioritásai alakították. Az így kiépült szocialista rendszer elvei szerint a piaci mechanizmusok helyett az állami irányítású tervezés vált meghatározóvá. Budapest belső területeinek korábbi bérlakásállományát 1948 és 1950 között gyakorlatilag teljes mértékben államosították. Ezt követően a forráshiány miatt inkább a meglévő lakásállománnyal való gazdálkodás került előtérbe. A kommunista időszakban az állami forrásból megvalósuló lakótelepeken úgynevezett szövetkezeti, illetve nagyobb hányadban tanácsi lakások (utóbbi 1982-től szociális bérlakás) épültek.

## Magyarország állami lakótelepei 1944-ig

### Állami lakótelepek Budapesten és környékén
1937. július 1-jével a főváros a következő, területén levő állami szükség-lakótelepeket vette át az 5400/1936—M. E. számú rendelettel: II. kerület Fő utca 68. sz. ház udvarán levő telep, a IX. kerületi Mária Valéria, Gubacsi úti, Zita és Vágóhíd utcai, a X. kerületi Bihari úti, Kolozsvári úti és Auguszta, a XI. kerületi Lenke úti szükséglakásos telepek, továbbá a VI. kerület Madarász utcai kislakásos telep. Tűz- és életveszély miatt ezek közül akkor elsősorban lebontandók voltak a Lenke úti, a Fő utca 68. számú ház udvarán levő és a Gubacsi úti szükséglakásos telep, illetve a Mária Valéria és az Auguszta telepek fabarakkjai, de csak részleges felszámolásukra, illetve átalakításukra került sor.
Néhány példa:
| építkezés/kiépítés ideje | a telep neve | átépítés/lebontás ideje | helyére épült/későbbi neve    |
| ------------------------ | --- | ----------------------- | ----------------------------- |
| 1909–1925                | Wekerle állami munkástelep (Kispest)                                                                                           | –                       | Wekerletelep                  |
| 1918–1922                | Juranics utcai állami lakótelep (a város üdülőterületén)                                                                       | –                       | Stróbl Alajos utcai lakótelep |
| 1918–1922                | Pongrác úti állami lakótelep (a város üdülőterületén) (Pongrácz út 17. sz. Állami lakótelep)                                   | –                       | „Nagy-Pongrác” telep          |
| 1918–1922                | Madarász utcai állami lakótelep (az akkori Budapesten Újpest határában)                                                        | 1970-es évek            | Gyöngyösi utcai lakótelep     |
| 1920–1922                | sashalmi állami lakótelep | 1961                    | Lándzsa utcai lakótelep       |
| 1921–1924                | pestszentlőrinci állami lakótelep                                                                                              | 1977                    | Havanna-lakótelep             |
| nem valósult meg         | óhegyi állami munkástelep (tervezése a wekerleivel egy időben készült, majd ide tervezték 1930-ban a Horthy Miklós-telepet is) |                         |                               |
| 1919–1920                | Mária Valéria állami lakótelep (Üllői út)                                                                                      | 1962                    | József Attila-lakótelep       |
| 1925                     | Zita állami lakótelep (Gyáli út)                                                                                               | 1940-es évek            | Groupama Aréna                |
| 1919–1920                | Auguszta állami lakótelep | 1960–1963               | Kőbányai garázs               |
| 1921                     | Lenke úti állami lakótelep | 1930-as évek vége       |                               |
| 1920                     | Újpest-Vonatszertár állami lakótelep                                                                                           | 1944                    |                               |
|                          | Császárfürdő állami barakktelep                                                                                                |                         |                               |
|                          | Fő utca 68. sz. ház udvarán levő állami szükség-lakótelep                                                                      | 1938                    | MTESZ-székház                 |
|                          | Gubacsi úti állami szükség-lakótelep                                                                                           | 1937–1938               | Dzsumbuj                      |
|                          | Vágóhíd úti állami szükség-lakótelep                                                                                           |                         |                               |

 barakktábor
 telepszerű kislakásos építkezések
 állami telep maradt 1937–1943 között is

### Állami lakótelepek vidéken
Az építés ideje szerint:
- 1924: Veszprém,[48] Vác, Zalaegerszeg, Újdombóvár, Szombathely
- 1925: Pécs, Miskolc